# Зыков, Кирилл Алексеевич
Кирилл Алексеевич Зыков (род. 5 марта 1972 года) — российский учёный-пульмонолог, член-корреспондент РАН (2022).

## Биография
Родился 5 марта 1972 года.
В 1995 году — с отличием окончил Московский медицинский стоматологический институт, где затем прошёл обучение в ординатуре и работает с 1998 года.
В 2009 году — защитил докторскую диссертацию, тема: «Клинико-иммунологические и морфологические изменения при терапии бронхиальной астмы иммунодепрессивными препаратами».
С 2002 года — заведующий лабораторией пульмонологии НИМСИ, также является руководителем лаборатории иммунопатологии НИИ клинической кардиологии имени А. Л. Мясникова.
С 2017 года — заместитель директора по научной и инновационной работе НИИ пульмонологии ФМБА России.
В январе 2016 года постановлением Президиума РАН Зыкову К. А. присвоено звание «Профессор РАН», он является руководителем рабочей группы профессоров РАН «По разработке опережающей политики развития РАН» и избран членом бюро Координационного Совета профессоров РАН.
В 2022 году — избран членом-корреспондентом РАН от Отделения медицинских наук.

## Научная деятельность
Специалист в области пульмонологии.
Ведет исследования диагностики и лечения респираторной и сочетанной кардиореспираторной патологии.
Автор и руководитель разработки принципиально нового инновационного метода лечения астмы и ХОБЛ ингаляциями ультра-низких доз алкилирующих препаратов, эффективность которого была доказана в ходе экспериментальных и клинических исследований, предложил целостную концепцию лечения хронических воспалительных заболеваний легких с использованием низких доз алклилирующих препаратов и циклоспорина А, основаннаю на различных взаимодополняющих механизмах действия данных препаратов, являлся одним из инициаторов исследования эффективности длительных курсов низких доз макролидных препаратов при ХОБЛ, результаты которого были представлены на Ежегодном конгрессе Европейского респираторного общества в Берлине (2008), и которое вошло в 5 % лучших работ по респираторной медицине этого года; данное исследование легло в основу включения низких доз 14-членных макролидов в новый практический алгоритм лечения пациентов с нейтрофильным эндотипом ХОБЛ, предложенный в России в 2015 году.
Один из инициаторов создания международного паневропейского научного пульмонологического сообщества COPDplatform (www.copdplatform.com), входит в состав международного управляющего комитета и является руководителем российской части Европейского исследования POPE-study по фенотипированию ХОБЛ в условиях реальной практики в 11 странах Европы, по его предложению Россия стала единственной страной, оценивающей воспалительные биомаркеры у включенных пациентов, в соответствии с отдельным протоколом POPE-studyBIO, полученные данные позволяют оценивать реалии фенотипирования ХОБЛ в России, адекватность применения лечебных тактик, сравнить особенности течения ХОБЛ в странах Европы и на основе полученных данных формировать предложения по оптимизации подходов по диагностике, классификации и терапии данной патологии.
Ведет научные работы по изучению коморбидной кардиореспираторной патологии, является соруководителем работ по разработке диагностического набора, основанного на принципе конкурентного иммуноферментного анализа, для определения уровня аутоантител к бета1-адренорецептору у больных с идиопатическими нарушениями ритма и проводимости сердца и при наличии сердечно-сосудистой патологии.
В возглавляемой им лаборатории пульмонологии разработана новая методика оценки активности β1- и β2-адренорецепторов на поверхности клеток млекопитающих на основе оптимизированного метода радиолигандного анализа, использование которой позволяет оценивать влияние препаратов, воздействующих на β-адренорецепторы у пациентов с кардиореспираторной патологией.
Под его руководством изучены различия в механизмах воспалительной реакции у больных с хронической сердечной недостаточностью различной этиологии, совокупность полученных в ходе исследования данных позволила обосновать оптимальную тактику ведения и дифференцированного лечения данных больных, исследована роль вирусов, передающихся воздушно-капельным путем, как этиологических агентов развития воспалительной кардиомиопатии по материалам эндомиокардиальных биоптатов с оценкой эффективности противовирусной и иммунокорригирующей терапии.
Под его руководством защищено 10 кандидатских и 1 докторская диссертация по пульмонологическим, иммунологическим и кардиологическим направлениям.

## Награды
- Почётная грамота Министерства здравоохранения Российской Федерации (2012) — за заслуги в области здравоохранения и многолетний добросовестный труд
- Орден Пирогова (5 февраля 2024 года) — за большой вклад в развитие отечественной науки, многолетнюю плодотворную деятельность и в связи с 300-летием со дня основания Российской академии наук[2]